# Tupaciguara (ort)
Tupaciguara är en ort i Brasilien.   Den ligger i kommunen Tupaciguara och delstaten Minas Gerais, i den sydöstra delen av landet, 300 km söder om huvudstaden Brasília. Tupaciguara ligger 871 meter över havet och antalet invånare är 24 398.
Terrängen runt Tupaciguara är platt åt sydväst, men åt nordost är den kuperad.
Omgivningarna runt Tupaciguara är huvudsakligen savann. Runt Tupaciguara är det glesbefolkat, med 14 invånare per kvadratkilometer.